# Jacanidae

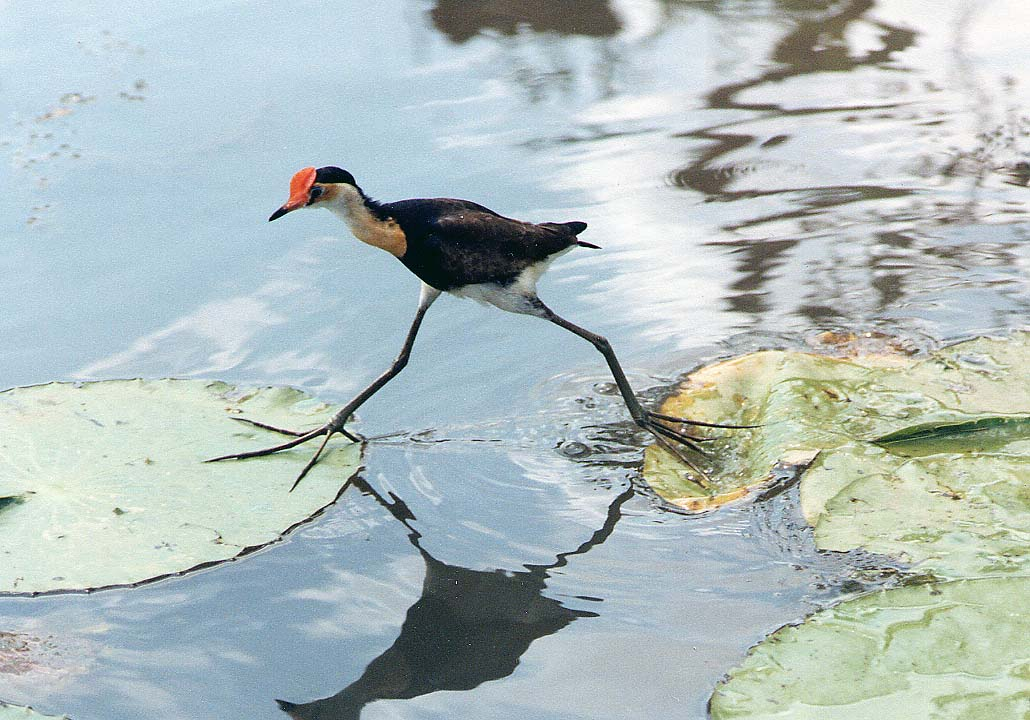
Irediparra gallinacea

Los jacánidos (Jacanidae) son una familia de aves caradriformes conocidas vulgarmente como jacanas. Son un grupo de aves zancudas que se encuentran distribuidos en todas las regiones tropicales del mundo.

## Características
Son identificables por sus pies con dedos largos y garras que les permiten caminar sobre los nenúfares flotantes y lagunas poco profundas, que son su hábitat preferido. 
Las hembras son más grandes que los machos (dimorfismo sexual); estos últimos, como en algunas otras zancudas (Phalaropus) toman la responsabilidad de la incubación de los huevos, y algunas especies son poliándricas. Sin embargo, los adultos de ambos sexos parecen idénticos.
Se alimentan de insectos y otros invertebrados capturados de la vegetación flotante o la superficie del agua.
La mayoría de las especies son sedentarias, pero hay jacanas que emigran del Hemisferio Norte a la India peninsular y sudeste de Asia.

## Taxonomía
La familia Jacanidae incluye seis géneros y ocho especies:
Género Microparra
- Microparra capensis - Jacana chica

Género Actophilornis
- Actophilornis africana - Jacana africana
- Actophilornis albinucha - Jacana malgache

Género Irediparra
- Irediparra gallinacea - Jacana crestada

Género Hydrophasianus
- Hydrophasianus chirurgus - Jacana colilarga

Género Metopidius
- Metopidius indicus - Jacana bronceada

Género Jacana
- Jacana spinosa - Jacana centroamericana
- Jacana jacana - Jacana suramericana